# Engelke von Bülow

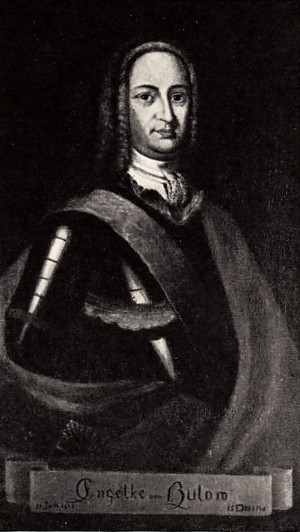
Engelke von Bülow

Engelke von Bülow (* 24. Januar 1691; † 25. November 1740 in Gunderslevholm, Gunderslev Sogn) war ein dänischer Hofbeamter und Amtmann.

## Leben
Engelke von Bülow stammte aus dem weit verzweigten mecklenburgischen Uradelsgeschlecht von Bülow und war ein Sohn des dänischen Offiziers Reimar Hans von Bülow und seiner Frau Sophie Elisabeth, geb. von Bibow, einer Tochter des Hardenack von Bibow auf Westenbrügge und der Elisabeth Anna, geb. von Wintersheim. Ludwig Wilhelm von Bülow war sein jüngerer Bruder. Sein Vater fiel in der Schlacht bei Gadebusch.
1721 wurde er Hofmarschall bei Prinz Carl (* 26. Oktober 1680; † 8. August 1729), dem jüngeren Bruder von König Friedrich IV., der mit seiner unverheirateten Schwester Sophie Hedwig (* 28. August 1677; † 13. März 1735) im Schloss Vemmetofte in der Gemeinde Vemmetofte Sogn residierte. Nach Prinz Carls Tod 1729 blieb er zunächst Hofmarschall bei Prinzessin Sophie Hedwig, trat 1730 aber von diesem Amt zurück und wurde Amtmann im Tryggevælde Amt (später Teil von Præstø Amt) sowie Assessor am obersten Gericht Højesteret.
Er war verheiratet mit Mette Henriette, geb. von Vieregg (* 22. Juli 1695), einer Tochter des Geheimrats und Vizestatthalters in Norwegen Claus Heinrich von Vieregg aus dem Hause Subzin (Laage) und der Margrethe Lucie, geb. von Brockdorff auf Altenhof. Das Paar hatte mehrere Kinder.

## Auszeichnungen
- Dannebrogorden, Ritter, 1730 zur Thronbesteigung König Christian VI.s